# Ulrich Vos
Ulrich Vos (alemany: Uli Vos)  (Mönchengladbach, 2 de setembre de 1946 - Mönchengladbach, 1 de desembre de 2017), conegut com a Uli Vos, fou un jugador d'hoquei sobre herba alemany que va competir sota bandera de la República Federal Alemanya durant les dècades de 1960 i 1970.
El 1968 va prendre part en els Jocs Olímpics d'Estiu de Ciutat de Mèxic, on fou quart en la competició d'hoquei sobre herba. Quatre anys més tard, als Jocs de Munic, va guanyar la medalla d'or en la mateixa competició. El 1976, a Montreal, va disputar els seus tercers, i darrers, Jocs Olímpics. En ells fou cinquè en la competició d'hoquei sobre herba. En el seu palmarès també destaca una medalla d'or al Campionat d'Europa de 1970, així com dues medalles de bronze al Campionat del Món, el 1973 i 1975. Entre 1966 i 1976 va disputar 145 partits amb la selecció alemanya.
A nivell de clubs va jugar al Gladbacher HTC, amb qui guanyà la lliga alemanya de 1966 i 1967.